# 何國文
何國文（1953年—），台灣嘉義市出生，台灣油畫家。
何國文畢業於國立台灣藝術大學，是一位抽象派油畫家。
何國文的繪畫風格，經常以台灣在地的景緻為題，或藉由繪畫主題反應台灣社會現象，明暗對比強烈。

## 相關鏈結
- 何國文的油畫世界
- 何國文的臉書 （页面存档备份，存于）